# Dental konsonant
En dental fon uttalas genom att tungan trycks mot överkäkens framtänder. I praktiken grupperas de icke-frikativa dentala konsonanterna för det mesta med de alveolara och de postalveolara, då dessa låter nästan identiskt.
De svenska dentala konsonanterna räknas normalt till alveolarerna.